# Slamming
Slamming es un término anglosajón que se emplea para describir el cambio de compañía de telecomunicaciones, y más actualmente de servicios (gas, electricidad y agua) sin la autorización del cliente, utilizando técnicas fraudulentas. 
Esta acción, que era frecuente hace unos años en el sector de las telecomunicaciones, está comenzando a aparecer en otros sectores debido a la liberalización del mercado de servicios de gas, electricidad y agua.
El usuario suele descubrir que ha sido víctima del slamming cuando recibe una factura de una compañía que no es la que tenía contratada.
También puede ocurrir que la compañía "donante" se ponga en contacto con el cliente, para realizar una contraoferta que pueda evitar el cambio de compañía.
En el caso de las telecomunicaciones, puede ocurrir que una demora en la activación del servicio por parte de la operadora "receptora" haga que el cliente deje de recibir el servicio con el operador "donante" (por ejemplo, se queda sin conexión a internet). Al llamar a su operador, éste le informa de que ya no es su cliente, debido a que la línea ha sido traspasada a otro operador.
- Datos: Q944868